# Alaska Permanent Fund
Der Alaska Permanent Fund (APF) ist ein staatlich eingerichteter Fonds, der die Gewinne aus der lokalen Ölförderung des US-Bundesstaats Alaska verwaltet. 
Im Jahr 2025 erreichte der Fonds ein verwaltetes Vermögen von 83,3 Milliarden US-Dollar.

## Geschichte
Der APF wurde 1976 durch einen Volksentscheid eingerichtet.
Der Regierung war zuvor vorgeworfen worden, die Einnahmen aus dem Ölgeschäft zu schnell auszugeben. Ab 1970 trat der Erdölökonom Arlon Tussing für die Einrichtung eines solchen Fonds ein. Der spätere Gouverneur Jay Hammond ließ sich von Tussing zu dieser Maßnahme inspirieren.
Seitdem fließen 25 % der staatlichen Rohstoffeinnahmen an den Fonds. Seit 1982 wird die Hälfte des jährlichen Gewinnes über eine Dividende direkt an die Einwohner Alaskas ausgeschüttet. Die Auszahlung erfolgt auf Antrag.
1978 betrug der Kapitalstock 55 Mio. US-Dollar und wuchs bis 2017 auf über 59 Mrd. US$ an. Im Jahr 2017 betrug der jeweils ausgezahlte Dividendenanteil 1.100 US$.

## Dividende
Um Nutznießer der Dividende zu sein, muss der Antragsteller nicht nur seinen ständigen Aufenthalt in Alaska über einen Zeitraum von wenigstens zwölf Monaten begründet haben und beabsichtigen, diesen fortzuführen, sondern in der Regel auch die Staatsbürgerschaft der Vereinigten Staaten innehaben. Darüber hinaus gibt es weitere Ausschlusskriterien für die Anwartschaft. Die Erträge sind steuerpflichtiges Einkommen. Sie sind pfändbar und mit Einschränkungen übertragbar.
Die jährliche Auszahlung wird jedes Jahr neu berechnet und ist abhängig von den Gewinnen der letzten fünf Jahre sowie der Anzahl der Berechtigten für das entsprechende Jahr. Seit Gründung des APFs wurden insgesamt 20,1 Mrd. US$ an die Bewohner Alaskas ausgeschüttet und im Jahr 2012 wurde an etwa 650.000 der 710.000 Einwohner Alaskas ein Scheck ausgeschrieben.
Seit 2008 gibt es die Möglichkeit über das Programm „Pick.Click.Give.“ direkt einen Anteil der beantragten Dividende einer gemeinnützigen Organisation zu spenden. Dieses Angebot nutzten im Jahr 2017 ungefähr 4,5 % der Antragsteller und spendeten im Durchschnitt ca. 10 % ihrer Dividende.
In den Jahren von 1991 bis 2024 betrug die Ausschüttung wie folgt:
2008 erhöhte sich der tatsächlich ausgezahlte Betrag aufgrund einer Gesetzesänderung unter Gouverneurin Sarah Palin einmalig um 1.200 auf 3.269 US$.
2016 reduzierte Gouverneur Bill Walker die Dividende durch sein Veto von zunächst prognostiziert 2.052 auf 1.022 US$.

## Mitgliedschaften
Er ist Mitglied im International Forum of Sovereign Wealth Funds (IFSWF) und hat sich damit verbunden auch den Santiago-Prinzipien für angemessenes Handeln und ordentlicher Geschäftstätigkeit verschrieben.